# Sobotín
Sobotín är en ort i Tjeckien.   Den ligger i distriktet Okres Olomouc och regionen Olomouc, i den östra delen av landet, 190 km öster om huvudstaden Prag. Sobotín ligger 439 meter över havet och antalet invånare är 2 468.
Terrängen runt Sobotín är kuperad. Runt Sobotín är det ganska glesbefolkat, med 25 invånare per kvadratkilometer. Närmaste större samhälle är Šumperk, 10,0 km sydväst om Sobotín. I omgivningarna runt Sobotín växer i huvudsak blandskog.